# سیارک ۲۸۹
سیارک ۲۸۹ (به انگلیسی: 289 Nenetta) دویست و هشتاد و نهمین سیارک کشف شده‌است که در ۱۰ مارس ۱۸۹۰ و در نیس کشف شد.
قدر مطلق سیارک برابر ۹٫۵۱ است.